# Fallopia scandens
Fallopia scandens là một loài thực vật có hoa trong họ Rau răm. Loài này được (L.) Holub mô tả khoa học đầu tiên năm 1971.